# Nora Grundová
Nora Grundová (* 5. června 1975, Most) je česká zpěvačka, sinoložka, novinářka a moderátorka.

## Osobní život
Po absolvování gymnázia v Mostě (1993), pokračovala studiem na Filozofické fakultě Univerzity Palackého v Olomouci, obor čínská filologie. Vedle studia jazyků také účinkovala jako herečka v divadle, kde se poprvé setkala s Darkem Králem, hudebním skladatelem. Na konci 90. let spolu s ním založila hudební projekt Maya, kde je interpretkou písní na třech dosud vydaných albech.
Je také spoluzakladatelkou občanského sdružení Berkat, které vzniklo v roce 2001. Zaměřuje se na podporu lidí žijících na územích zdevastovaných válkou, především pak na Čečensko a Afghánistán.
Moderovala pořad DjDivák na TV Óčko. Pracuje jako redaktorka Pátku, magazínu Lidových novin. V roce 2007 spolumoderovala pořad České televize Noční safari. Jako scenáristka se podílela na dokumentárním filmu Rodinné křižovatky: Mesiáš 2009, režisérky Lucie Králové.
Od května 2018 je šéfredaktorkou české edice Harper's Bazaar kde nahradila Báru Nesvadbovou.
Má syna Eliu (* 2007).